# Липово (Балезинский район)
Ли́пово — бывшая деревня в Большеварыжском сельском поселении Балезинского района Удмуртии. Центр поселения — деревня Большой Варыж.
Была расположена между деревней Большой Варыж и дорогой Карсовай — Балезино. Сейчас в 2-х километрах южнее находится деревня Новое Липово.
Население — 22 человека в 1961 году.
ГНИИМБ : 1837
Индекс : 427532